# BWF Grand Prix 2013
Der BWF Grand Prix 2013 war die siebente Auflage des BWF Grand Prix im Badminton. 

## Verlauf
Der Grand Prix 2013 startete am 26. Februar 2013 mit den German Open. Es folgten die Swiss Open, die Australian Open, die New Zealand Open, der Malaysia Open Grand Prix Gold, die Thailand Open, die US Open, die Canada Open, die Vietnam Open, die Chinese Taipei Open, der Indonesia Open Grand Prix Gold, die Russia Open, der London Grand Prix Gold, die Dutch Open, Bitburger Open, der Korea Open Grand Prix, die Scottish Open, die Macau Open und der India Open Grand Prix Gold. Letztgenannter wurde im Juni 2013 abgesagt.

## Turnierplan
| Nr. | Offizieller Titel              | Austragungsort                          | Stadt               | Datum      | Datum      | Preisgeld US-Dollar |
| Nr. | Offizieller Titel              | Austragungsort                          | Stadt               | Start      | Ende       | Preisgeld US-Dollar |
| --- | ------------------------------ | --------------------------------------- | ------------------- | ---------- | ---------- | ------------------- |
| 1   | German Open                    | RWE Sporthalle                          | Mülheim an der Ruhr | 2013/2/26  | 2013/3/3   | $120,000            |
| 2   | Swiss Open                     | St. Jakobshalle                         | Basel               | 2013/3/12  | 2013/3/17  | $120,000            |
| 3   | Australian Open                | Sydney Convention and Exhibition Centre | Sydney              | 2013/4/3   | 2013/4/8   | $120,000            |
| 4   | New Zealand Open               | North Shore Events Centre               | Auckland            | 2013/4/10  | 2013/4/14  | $50,000             |
| 5   | Malaysia Open Grand Prix Gold  | Juara Indoor Stadium                    | Kuala Lumpur        | 2013/4/30  | 2013/5/5   | $120,000            |
| 6   | Thailand Open                  | Nimibutr Stadium                        | Bangkok             | 2013/6/4   | 2013/6/9   | $120,000            |
| 7   | US Open                        | Orange County Badminton Club            | Los Angeles         | 2013/7/8   | 2013/7/13  | $120,000            |
| 8   | Canada Open                    | Richmond Olympic Oval                   | Richmond            | 2013/7/16  | 2013/7/21  | $50,000             |
| 9   | Chinese Taipei Open            | Xinzhuang Gymnasium                     | Neu-Taipeh          | 2013/9/3   | 2013/9/8   | $200,000            |
| 10  | Indonesia Open Grand Prix Gold | GOR Among Rogo                          | Kalimantan Timur    | 2013/9/24  | 2013/9/29  | $120,000            |
| 11  | Russia Open                    | Sports Hall Olympic                     | Wladiwostok         | 2013/9/24  | 2013/9/29  | $50,000             |
| 12  | London Grand Prix Gold         | Copper Box                              | London              | 2013/10/1  | 2013/10/6  | $120,000            |
| 13  | Dutch Open                     | Topsportcentrum Almere                  | Almere              | 2013/10/8  | 2013/10/13 | $50,000             |
| 14  | Bitburger Open                 | Saarlandhalle                           | Saarbrücken         | 2013/10/30 | 2013/11/4  | $120,000            |
| 15  | Korea Open Grand Prix          | Jeonju Indoor Stadium                   | Jeonju              | 2013/11/5  | 2013/11/10 | $120,000            |
| 16  | Scottish Open                  | Emirates Arena                          | Glasgow             | 2013/11/20 | 2013/11/24 | $50,000             |
| 17  | Macau Open                     | Macau Forum                             | Macau               | 2013/11/26 | 2013/12/1  | $120,000            |
| 18  | Vietnam Open                   | Phan Dinh Phung Stadium                 | Ho-Chi-Minh-Stadt   | 2013/12/2  | 2013/12/8  | $50,000             |
| -   | India Open Grand Prix Gold     | Babu Banarasi Das Indoor Stadium        | Lucknow             | 2013/12/17 | 2013/12/22 | $120,000            |

## Die Sieger
| Veranstaltung       | Herreneinzel     | Dameneinzel             | Herrendoppel                             | Damendoppel                             | Mixed                                       |
| ------------------- | ---------------- | ----------------------- | ---------------------------------------- | --------------------------------------- | ------------------------------------------- |
| German Open         | Chen Long        | Wang Yihan              | Chai Biao Hong Wei                       | Jung Kyung-eun Kim Ha-na                | Shin Baek-cheol Chang Ye-na                 |
| Swiss Open          | Wang Zhengming   | Wang Shixian            | Chai Biao Hong Wei                       | Jung Kyung-eun Kim Ha-na                | Joachim Fischer Nielsen Christinna Pedersen |
| Australia Open      | Tian Houwei      | Sayaka Takahashi        | Angga Pratama Rian Agung Saputro         | Vita Marissa Variella Aprilsasi         | Irfan Fadhilah Weni Anggraini               |
| New Zealand Open    | Riichi Takeshita | Deng Xuan               | Angga Pratama Rian Agung Saputro         | Ou Dongni Tang Yuanting                 | Praveen Jordan Vita Marissa                 |
| Malaysia Open GPG   | Alamsyah Yunus   | P. V. Sindhu            | Goh V Shem Lim Khim Wah                  | Pia Zebadiah Rizki Amelia Pradipta      | Praveen Jordan Vita Marissa                 |
| Thailand Open       | Srikanth Kidambi | Ratchanok Intanon       | Shin Baek-cheol Yoo Yeon-seong           | Greysia Polii Nitya Krishinda Maheswari | Markis Kido Pia Zebadiah                    |
| US Open             | Nguyễn Tiến Minh | Sapsiree Taerattanachai | Takeshi Kamura Keigo Sonoda              | Bao Yixin Zhong Qianxin                 | Lee Chun Hei Chau Hoi Wah                   |
| Canadian Open       | Tan Chun Seang   | Nitchaon Jindapol       | Maneepong Jongjit Nipitphon Puangpuapech | Yu Xiaohan Huang Yaqiong                | Lee Chun Hei Chau Hoi Wah                   |
| Chinese Taipei Open | Son Wan-ho       | Sung Ji-hyun            | Kim Gi-jung Kim Sa-rang                  | Jung Kyung-eun Kim Ha-na                | Shin Baek-cheol Chang Ye-na                 |
| Indonesia GPG       | Simon Santoso    | Suo Di                  | Angga Pratama Rian Agung Saputro         | Luo Ying Luo Yu                         | Praveen Jordan Vita Marissa                 |
| Russia Open         | Vladimir Ivanov  | Aya Ohori               | Vladimir Ivanov Ivan Sozonov             | Nina Vislova Anastasia Chervyakova      | Ivan Sozonov Tatjana Bibik                  |
| London GPG          | Tian Houwei      | Carolina Marín          | Mathias Boe Carsten Mogensen             | Christinna Pedersen Kamilla Rytter Juhl | Michael Fuchs Birgit Michels                |
| Dutch Open          | Wei Nan          | Busanan Ongbumrungpan   | Wahyu Nayaka Ade Yusuf                   | Bao Yixin Tang Jinhua                   | Danny Bawa Chrisnanta Vanessa Neo Yu Yan    |
| Bitburger Open      | Chou Tien-chen   | Nitchaon Jindapol       | Mads Conrad-Petersen Mads Pieler Kolding | Eefje Muskens Selena Piek               | Michael Fuchs Birgit Michels                |
| Scottish Open       | Brice Leverdez   | Carolina Marín          | Mads Conrad-Petersen Mads Pieler Kolding | Eefje Muskens Selena Piek               | Robert Blair Imogen Bankier                 |
| Korea Open GPG      | Lee Hyun-il      | Bae Yeon-ju             | Kim Gi-jung Kim Sa-rang                  | Chang Ye-na Kim So-young                | Yoo Yeon-seong Chang Ye-na                  |
| Macau Open          | Son Wan-ho       | P. V. Sindhu            | Hoon Thien How Tan Wee Kiong             | Bao Yixin Tang Jinhua                   | Lu Kai Huang Yaqiong                        |
| Vietnam Open        | Son Wan-ho       | He Bingjiao             | Fran Kurniawan Bona Septano              | Ko A-ra Yoo Hae-won                     | Choi Sol-gyu Chae Yoo-jung                  |